# Тули-э-Атанкур
Тули́-э-Атанку́р (фр. Toulis-et-Attencourt) — коммуна во Франции, находится в регионе Пикардия. Департамент коммуны — Эна. Входит в состав кантона Марль. Округ коммуны — Лан.
Код INSEE коммуны — 02745.

## Население
Население коммуны на 2010 год составляло 133 человека.
| 1962 | 1968 | 1975 | 1982 | 1990 | 1999 | 2010 |
| ---- | ---- | ---- | ---- | ---- | ---- | ---- |
| 205  | 215  | 154  | 151  | 137  | 114  | 133  |

## Экономика
В 2010 году среди 91 человека трудоспособного возраста (15—64 лет) 68 были экономически активными, 23 — неактивными (показатель активности — 74,7 %, в 1999 году было 63,0 %). Из 68 активных жителей работали 55 человек (29 мужчин и 26 женщин), безработных было 13 (7 мужчин и 6 женщин). Среди 23 неактивных 8 человек были учениками или студентами, 8 — пенсионерами, 7 были неактивными по другим причинам.